# 風の詩を聴かせて
「風の詩を聴かせて」（かぜのうたをきかせて）は、桑田佳祐の楽曲。自身の10作目のシングルとして、タイシタレーベル / SPEEDSTAR RECORDSから12cmCD・12インチレコードで2007年8月22日に発売された。
2016年2月26日にはダウンロード配信、2019年12月20日にはストリーミング配信を開始した。

## 背景・リリース
前作「明日晴れるかな」から約3か月ぶりとなる作品。
初回限定盤・通常盤・アナログ盤の3パターンで発売され、初回限定盤は特製ケース入りオリジナルジャケット仕様、特典として"残暑お見舞い オリジナル「桑」ステッカーシート"を封入されている。販売店によっては、封入されているステッカーとは別に、購入時にさらに別のオリジナル「桑」ステッカーを配布し、シート端を使った店頭でのクジ引きにより、オリジナルTシャツが当たるキャンペーンを実施した。従来同様、初回限定生産でアナログ盤も同時発売しており、こちらはピクチャーディスク仕様、特典として限定ポスターが付属している。

## チャート成績
2007年9月3日付のオリコン週間ランキングで初週9.3万枚を売り上げて、初登場1位を獲得した。前作に引き続き、初登場1位を獲得し、2001年発売の「波乗りジョニー」から5作連続・通算6作目の首位獲得となった。男性ソロアーティストによる同ランキングでの5作連続首位獲得は、近藤真彦（14作連続）が1982年に達成して以来約25年ぶりで史上2人目である。
オリコンによる本作の登場週数は21週である。

## 収録曲

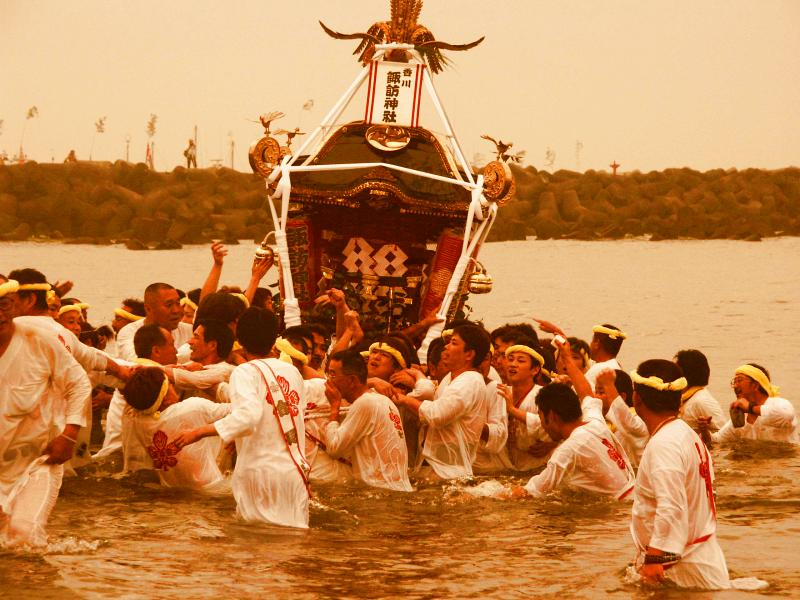
浜降祭（2003年7月）。桑田は参加経験こそないが、この浜降祭を始めとした伝統行事や神事への敬意を表しており、「MY LITTLE HOMETOWN」やサザン名義の「歌えニッポンの空」などの楽曲でその思いを込めている。2017年のソロライブツアー『がらくた』ではバックモニターの神輿の映像とSEに乗せて桑田も担ぐ仕草をし、会場を盛り上げた。

- 収録時間：14:00

1. 風の詩を聴かせて (4:57)
（作詞・作曲・編曲：桑田佳祐）
映画『Life 天国で君に逢えたら』主題歌[注釈 1]。自身出演のKDDI・沖縄セルラー電話『au LISMO』キャンペーンCMソング。ユニクロ「Life Wear/僕のユニフォーム編」CMソング[注釈 2]。
死すら超越するほどの深遠な愛を歌った、切なく繊細なアンプラグド・バラード[14]。
桑田は映画主題歌の話を依頼される前に、同映画の主人公である飯島夏樹のドキュメンタリーや、題材となった小説を偶然目にしており、楽曲の製作にも影響を与えたと語っている[14][15]。
宮城県牡鹿郡女川町の臨時災害放送局・女川さいがいFMが2016年3月で閉局すると知った桑田が、東日本大震災の被災地復興の思いを込めて同年3月26日に女川温泉ゆぽっぽ[注釈 3]から自身のレギュラー番組『桑田佳祐のやさしい夜遊び』の生放送を行った際に披露した本楽曲が2016年発売のシングル「ヨシ子さん」の初回限定盤に収録されている[16]。
2. NUMBER WONDA GIRL ～恋するワンダ～ (4:26)
（作詞・作曲・編曲：桑田佳祐）
自身出演のアサヒ飲料「WONDA モーニングショット」「アフターショット」CMソング。
CM用に書き下ろされた楽曲[17]。CM公開前の数日間はイントロのみが使用された予告編的なものであったが[17]、同年9月3日からは黒澤明や植木等、ジャイアント馬場とのCG合成での共演CMが制作・放送された[18][19][20]。
3. MY LITTLE HOMETOWN (4:38)
（作詞・作曲・編曲：桑田佳祐　管編曲：山本拓夫）
自身出演の映画『茅ヶ崎物語 〜MY LITTLE HOMETOWN〜』主題歌[注釈 4]。
桑田が少年時代を過ごした茅ヶ崎での思い出を綴った、レゲエ調のサウンドの楽曲[21]。歌詞に登場する「CHIYAMA」は桑田が少年時代に通っていたレコード店である[注釈 5][22]。アウトロでは茅ヶ崎で夏に行われる「浜降祭」の茅ヶ崎甚句の掛け声の音源が使用されている[注釈 6][9]。2009年に海の家『夏倶楽部』で演奏した際にはバックダンサーが法被を着用し小さな御輿を担いだり[23]、2017年の全国ツアー『がらくた』で演奏された際にはバックモニターに神輿を登場させ、ステージにいる桑田も担ぐ仕草をして会場を盛り上げるなど、このアウトロに派生した演出が見受けられている[11]。
当初この楽曲はノータイアップであったが、『茅ヶ崎物語』は宮治淳一が桑田のために作った映画であり、茅ヶ崎出身の宮治や加山雄三らと共に桑田も出演することになり、この楽曲を主題歌に使用することが決定した[24]。

## 参加ミュージシャン
- 風の詩を聴かせて
  - 桑田佳祐:Vocal, Chorus
  - 斎藤誠:Gut & Acoustic Guitars
  - 角田俊介:Bass
  - 鎌田清:Drums
  - 片山敦夫:Keyboards
  - 成田昭彦:Percussions
  - 山本拓夫:Tenor & Soprano Saxes
  - 原由子:Chorus, Keyboards
  - 角谷仁宣:Computer Programming
- NUMBER WONDA GIRL ～恋するワンダ～
  - 桑田佳祐:Vocal, Chorus
  - 斎藤誠:Electric Guitar
  - 角田俊介:Bass
  - 小田原豊:Drums
  - 片山敦夫:Acoustic Piano, Hammond Organ
  - 今野多久郎:Percussion
  - 山本拓夫:Tenor Sax
  - 清水美恵:Chorus
  - 安奈陽子:Chorus
  - 原由子:Chorus Dubbing Adviser
  - 角谷仁宣:Computer Programming
- MY LITTLE HOMETOWN
  - 桑田佳祐:Vocal, Chorus, Electric Guitar
  - 斎藤誠:Electric Guitar
  - 角田俊介:Bass
  - 鎌田清:Drums
  - 片山敦夫:Hammond Organ, Keyboards
  - 今野多久郎:Percussion
  - 西村浩二:Trumpet
  - 村田陽一:Trombone
  - 山本拓夫:Tenor Sax
  - 原由子:Chorus
  - 茅ヶ崎六人衆:ドッコイ囃子
  - 角谷仁宣:Computer Programming

## 収録アルバム
| 曲名                               | 作品名                                          | 備考                 |
| ---------------------------------- | ----------------------------------------------- | -------------------- |
| 風の詩を聴かせて                   | 桑田さんのお仕事 07/08 〜魅惑のAVマリアージュ〜 |                      |
| 風の詩を聴かせて                   | I LOVE YOU -now & forever-                      |                      |
| 風の詩を聴かせて                   | いつも何処かで                                  |                      |
| NUMBER WONDA GIRL ～恋するワンダ～ | 桑田さんのお仕事 07/08 〜魅惑のAVマリアージュ〜 |                      |
| NUMBER WONDA GIRL ～恋するワンダ～ | いつも何処かで                                  |                      |
| MY LITTLE HOMETOWN                 | 桑田さんのお仕事 07/08 〜魅惑のAVマリアージュ〜 | バージョン違いで収録 |
| MY LITTLE HOMETOWN                 | I LOVE YOU -now & forever-                      |                      |

## ミュージック・ビデオ収録作品
| 曲名                               | 作品名 |
| ---------------------------------- | ------ |
| 風の詩を聴かせて                   | MVP    |
| NUMBER WONDA GIRL ～恋するワンダ～ | 未収録 |
| MY LITTLE HOMETOWN                 | 未収録 |

## ライブ映像作品
| 曲名                               | 作品名                                                                  | 備考                                                 |
| ---------------------------------- | ----------------------------------------------------------------------- | ---------------------------------------------------- |
| 風の詩を聴かせて                   | 桑田さんのお仕事 07/08 〜魅惑のAVマリアージュ〜                         |                                                      |
| 風の詩を聴かせて                   | 桑田佳祐の音楽寅さん 〜MUSIC TIGER〜 あいなめBOX                        | DISC 2「♯07 アンプラグド・ライブ殺人事件」 に収録    |
| 風の詩を聴かせて                   | 宮城ライブ 〜明日へのマーチ!!〜                                         |                                                      |
| NUMBER WONDA GIRL 〜恋するワンダ〜 | 桑田さんのお仕事 07/08 〜魅惑のAVマリアージュ〜                         |                                                      |
| NUMBER WONDA GIRL 〜恋するワンダ〜 | 宮城ライブ 〜明日へのマーチ!!〜                                         |                                                      |
| NUMBER WONDA GIRL 〜恋するワンダ〜 | お互い元気に頑張りましょう!! -Live at TOKYO DOME-                       |                                                      |
| MY LITTLE HOME TOWN                | 桑田さんのお仕事 07/08 〜魅惑のAVマリアージュ〜                         |                                                      |
| MY LITTLE HOME TOWN                | 桑田佳祐の音楽寅さん 〜MUSIC TIGER〜 あいなめBOX                        | DISC 3「♯13 海の日記念スペシャルサマーライブ」に収録 |
| MY LITTLE HOME TOWN                | 桑田佳祐 LIVE TOUR & DOCUMENT FILM 「I LOVE YOU -now & forever-」完全盤 |                                                      |
| MY LITTLE HOME TOWN                | がらくたライブ                                                          |                                                      |